# Istoria opticii

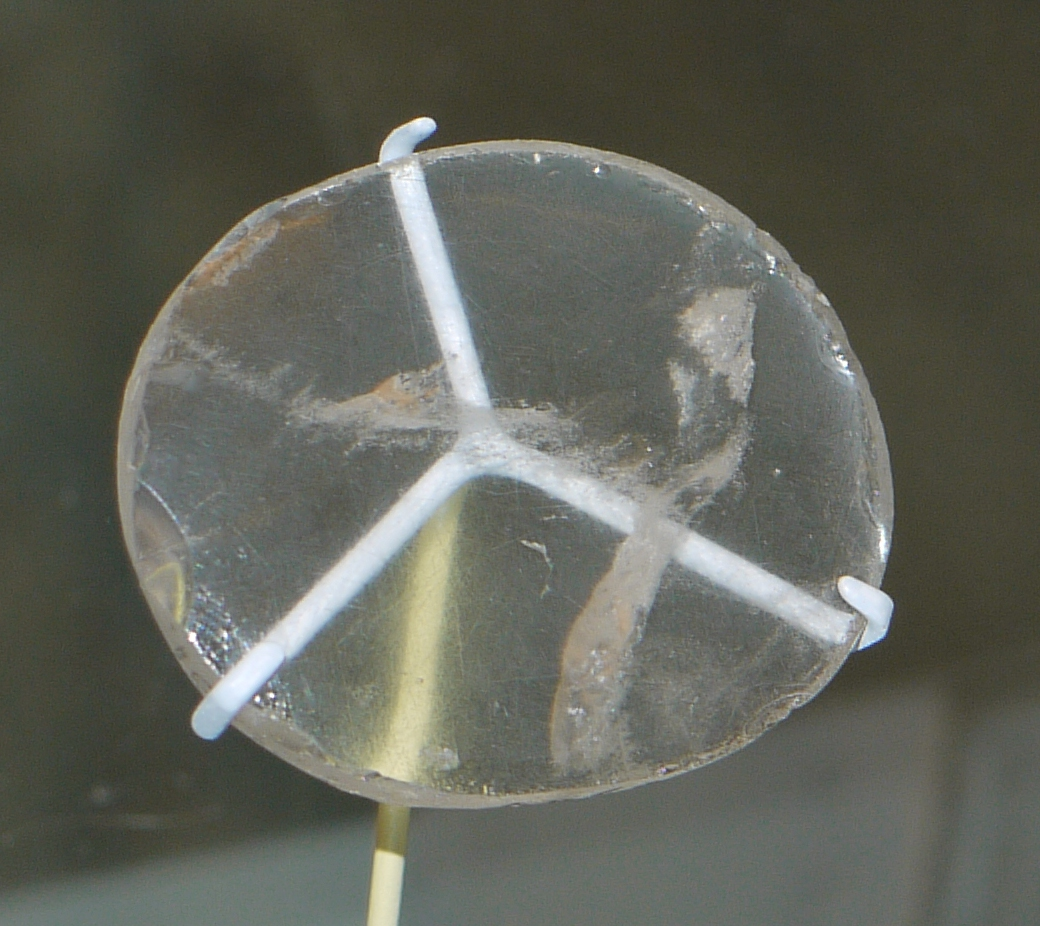
Lentila de la Nimrud, care se pare că a fost utilizată de asirieni pentru observații astronomice

Istoria opticii face parte din istoria științei și reprezintă evoluția studiului fenomenelor luminoase, ale cărei origini sunt plasate în antichitate și se continuă și în zilele noastre.
Debutează cu realizarea primelor lentile și oglinzi de către vechii egipteni și mesopotamieni, se continuă cu elaborarea primelor teorii privind lumina și mecanismul vederii de către filozofii greci și indieni, cu dezvoltarea opticii geometrice în lumea greco-romană.
O puternică înflorire cunoaște acest domeniu în epoca de aur a islamului.
În Europa modernă încep să fie studiate fenomenele optice ca: reflexia, refracția, interferența ș.a., culminând cu dezvoltarea teoriei ondulatorii a luminii ceea ce a condus la apariția și perfecționarea aparatelor și dispozitivelor optice.
În epoca contemporană, au fost descoperite noi fenomene cum ar fi: efectul fotoelectric, polarizarea, efectul Compton, care demonstrează dualismul corpuscul-undă al luminii și care au condus la dezvoltarea unor noi subramuri ale opticii.

## Antichitate

### Orientul antic
Învățații din Babilon aveau cunoștințe destul de avansate de astronomie.
Astfel, încă de prin 2000 î.Hr., aceștia reușiseră să dea o explicație corectă eclipselor, deci cunoșteau faptul că lumina se propagă în linie dreaptă.
De asemenea, studiul sculpturilor demonstrează faptul că babilonienii stăpâneau perspectiva optică.
Primele lentile cunoscute în istorie au fost realizate din cristal, cel mai adesea cuarț, fiind datate în jurul lui 700 î.Hr. și aparținând civilizației asiriene.
În acest sens, cea mai celebră vestigie arheologică o constituie lentila de la Nimrud, descoperită în regiunea actualului Kurdistan.
Și la statuile egiptene s-au găsit elemente similare, datate chiar anterior celor asiriene, dar este posibil ca acestea să fi fost doar simple elemente de decor.

### Civilizația greco-romană

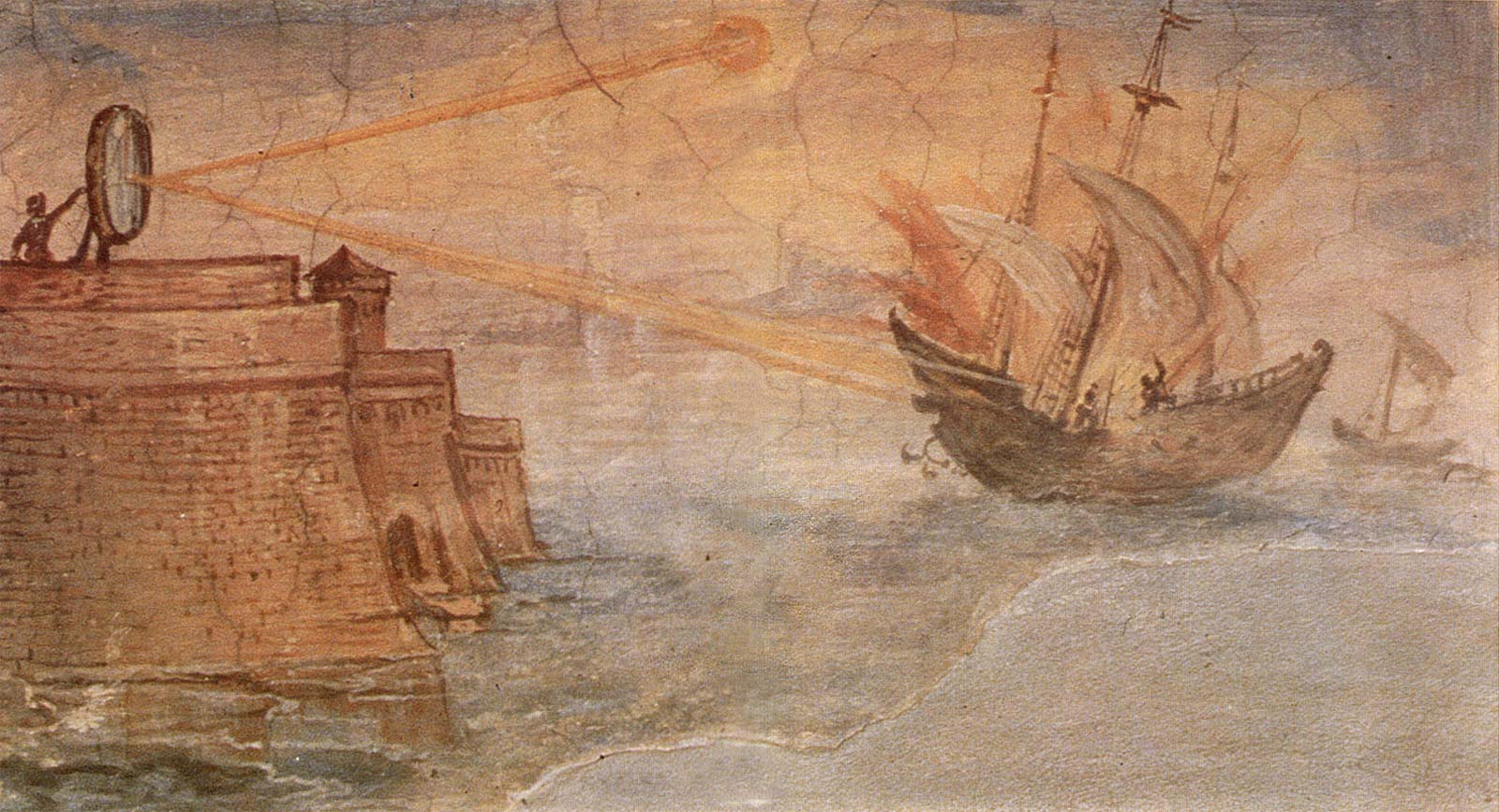
Incendierea de către Arhimede a corăbiilor inamice cu ajutorul unor oglinzi

La vechii greci, optica era o ramură importantă a fizicii, alături de mecanică, acustică și căldură.
Capitolele cele mai importante ale opticii antice erau:
- catoptrica: studiul reflexiei
- dioptrica: studiul refracției
- schenografia: studiul perspectivei.

Filozofii greci considerau că obiectele se văd datorită razelor vizuale care pornesc din ochi.
Abia în secolul al XI-lea, Alhazen stabilește anatomia ochiului, arătând că lumina intră și nu pleacă din ochi.
Filozofii din Grecia antică au considerat că proprietatea fundamentală a luminii este propagarea ei rectilinie într-un mediu omogen.
Astfel, cam cu trei secole î.Hr., Euclid, în lucrarea Optica, subliniază faptul că lumina se deplasează în linie dreaptă și descrie legile reflexiei.
Susține că vederea se datorează razelor care merg de la ochi la obiectul văzut și studiază relația dintre mărimea aparentă a obiectelor și unghiul sub care sunt văzute.
Din acest motiv, Euclid este considerat întemeietorul studiului legilor pespectivei și al opticii geometrice.
Între 100 și 150 d.Hr., Heron din Alexandria, în lucrarea Catoptrica, arată, printr-o metodă geometrică, că raza incidentă și cea reflectată respectă principiul minimei acțiuni, astfel încât suma lungimilor acestora să fie minimă.
Prin 140 d.Hr., Claudius Ptolemaios studiază refracția și sugerează că unghiul de refracție ar fi proporțional cu cel de incidență, lucru relevat într-o traducere arabă din secolul al XII-lea.
Pentru realizarea lentilelor, greco-romanii utilizau sfere de sticlă umplute cu apă.
Cele mai vechi, datate cam prin 2000 î.Hr., au fost descoperite în regiunea insulei Creta și a Asiei Mici.

## Evul mediu

### Lumea islamică

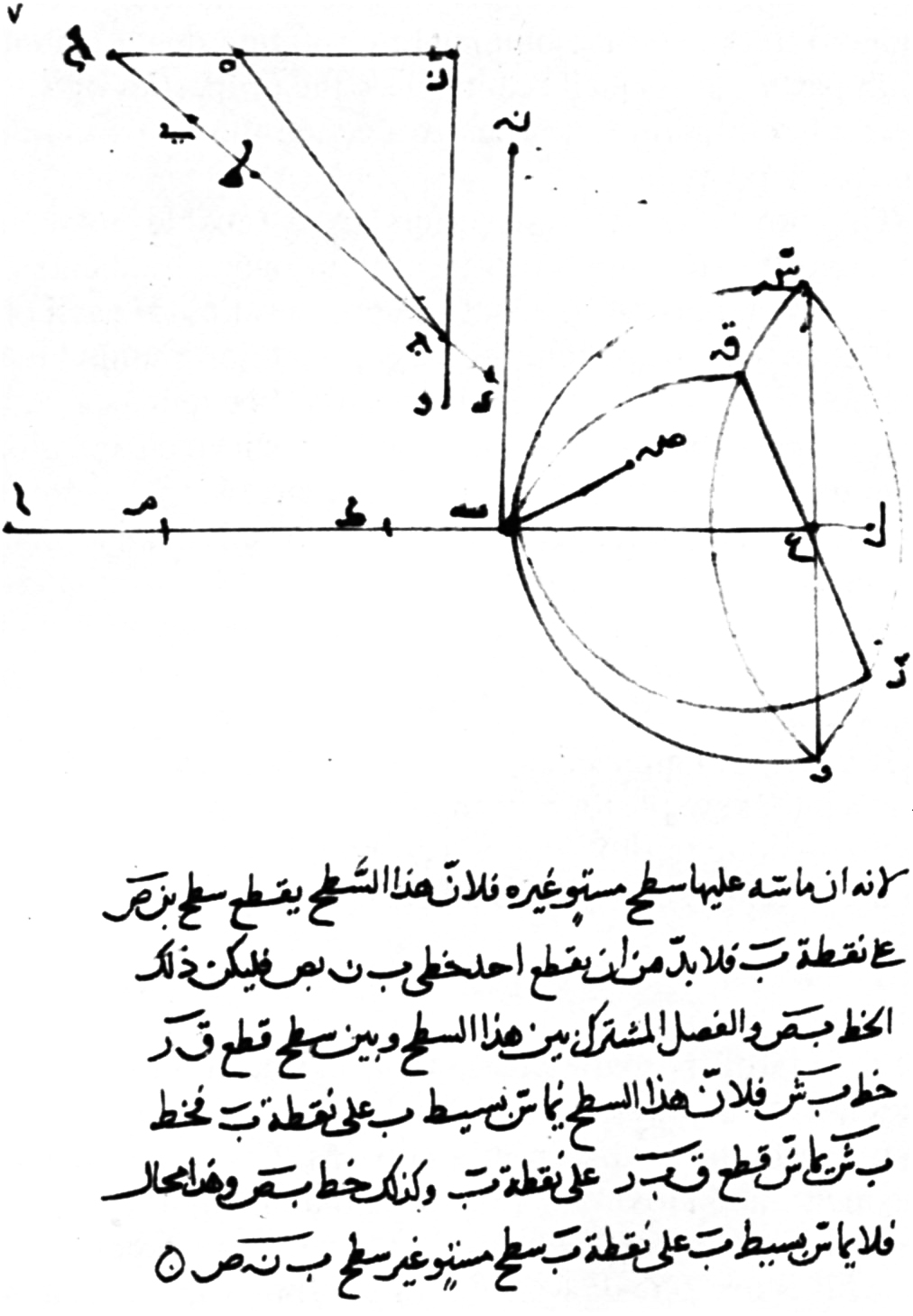
Pagină din manuscrisul lui Ibn Sahl din 984, în care prezintă legea refracției, care peste secole (1621) avea să fie redescoperittă de către Snellius

Enciclopedistul arab Al-Kindi (c. 801–873) a avut ca preocupare și studiul luminii.
Astfel, în lucrarea cunoscută sub numele latin De radiis stellarum, susține că orice lucru din univers emite raze în toate direcțiile, raze care se răspândesc în întreaga lume.
Această teorie, a rolului activ jucat de radiația luminoasă, a avut o influență clară asupra unor savanți de mai târziu ca: Alhazen, Robert Grosseteste, Roger Bacon.
Matematicianul persan Ibn Sahl (c. 940-1000), într-un tratat despre oglinzi curbe și lentile, enunță legea refracției cu peste șase secole înaintea lui Snellius.
În scrierile sale referitoare la optică, Alhazen (965–1040) studiază mecanismul vederii, oglinzile sferice și lentilele, refracția atmosferică, dispersia luminii și descrie, se pare că pentru prima dată, camera obscură, ce era utilizată pentru determinarea diametrului aparent al Soarelui și al Lunii.
Alhazen susține printre primii că viteza luminii este finită, lucru subliniat ulterior și de Avicenna (980-1037):
"...deoarece percepția luminii este cauzată de emisia unui fel de particule, atunci viteza luminii trebuie să fie finită."
Al Biruni ajunge la concluzia că aceasta este mai mare decât viteza sunetului.
Concepțiile acestor savanți islamici sunt în dezacord cu cele ale lui Aristotel și ale descipolilor săi, care afirmau că lumina se propagă instantaneu.
Abu 'Abd Allah Muhammad ibn Ma'udh, într-o lucrare tradusă ulterior în latină sub titlul Liber de crepisculis, tratează refracția atmosferică și mecanismul formării luminii crepusculare.
Deduce valoarea unghiului sub care sunt vizibile razele solare ca fiind 18°, foarte asemăntor cu valoare acceptată în epoca modernă.
Un alt mare învățat persan, Al-Farisi (1267 - 1320), dă o explicație clară pentru formarea curcubeului și studiază și camera obscură ajungând la concluzia că orificiul optim este cel cu diametrul minim.

### Europa
Robert Grosseteste (c. 1175–1253) realizează studii asupra luminii din mai multe perspective: epistemologică, metafizică, cosmogonică, etiologică și chiar teologică.
Acesta subliniază rolul observației și al matematicii în studiul fenomenelor optice.
Consideră curcubeul ca fiind o consecință a reflexiei și refracției luminii solare prin straturile de nori, fără însă a lua în considerație efectul picăturilor de apă.

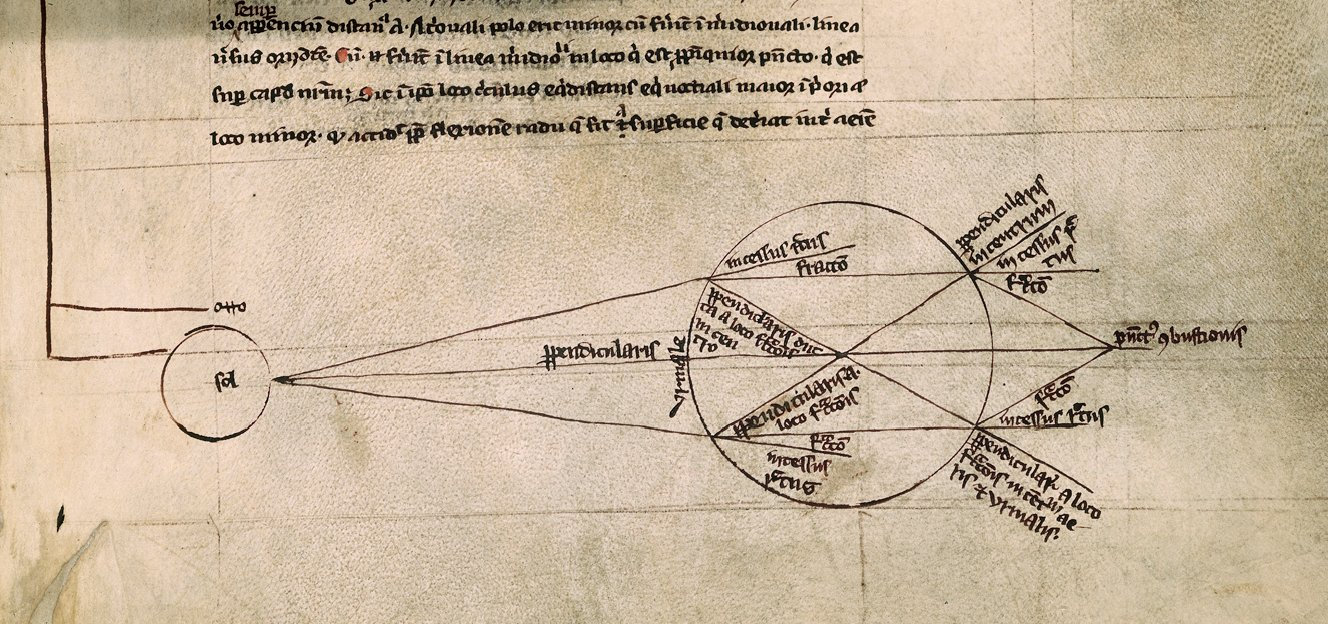
Schiţă realizată de Bacon privind refracția luminii într-o sferă de sticlă umplută cu apă

Roger Bacon (c. 1214–1294) continuă studiile lui Grosseteste și ale predecesorilor islamici și greci susținând că orice obiect emite un fel de raze care sunt receptate de corpurile din jur.
În lucrarea Opus Maius, descrie mărirea obiectelor utilizând lentile convexe și sugerează că acestea ar putea fi folosite pentru corijarea vederii defectuoase.
Bacon atribuie fenomenul curcubeului reflexiei luminii solare prin particulele individuale de apă.
De problema curcubeului s-a ocupat și Witelo (c. 1230 - c. 1285), continuator al învățăturii lui Alhazen.
În lucrarea Perspectiva, explică acest fenomen ținând seama și de refracția razelor de soare în picăturile izolate de apă.
Continuator al idelor lui Roger Bacon, John Peckham (c. 1230 - 1292) a scris un tratat, Perspectiva communis, foarte popular în acea epocă, devenind un manual de bază pentru predarea opticii în școli.

## Renașterea

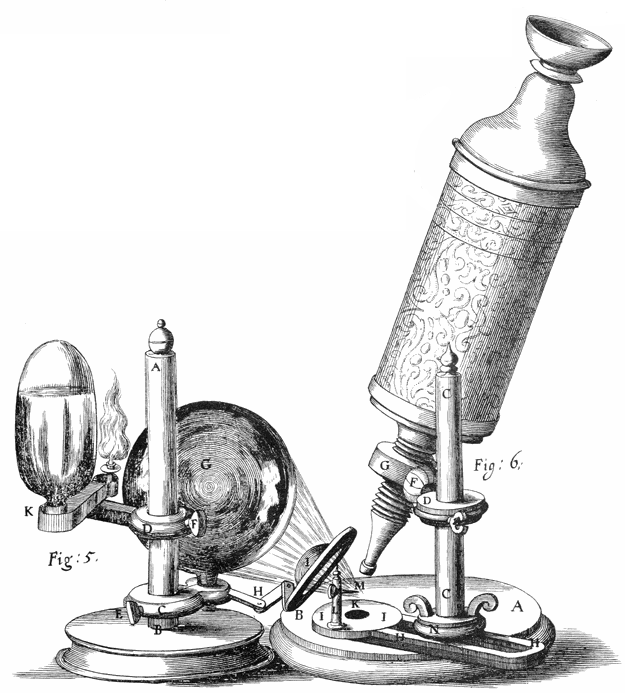
Microscopul construit de Hooke, așa cum apare în lucrarea sa, Micrographia (1665)

Apariția și dezvoltarea diverselor instrumente optice (luneta, telescopul, microscopul) conduce la o adevărată revoluție științifică.
Ne referim aici la teoria heliocentrică, confirmată de observațiile lui Galilei, sau la descoperirea microorganismelor grație observațiilor lui Leeuwenhoek.
Leonardo da Vinci (1452 - 1519) este unul dintre primii savanți care au afirmat că lumina ar putea fi un fenomen ondulatoriu, comparând răsfrângerea luminii cu ecourile, adică cu reflectarea undelor sonore.
De asemenea, Leonardo emite ideea conform căreia lumina emisă de Lună noaptea s-a datora reflexiei  razelor solare pe așa-numitele mări lunare.
Marele geniu era preocupat și de problemele vederii binoculare și de modul de percepere a reliefului și distanțelor.
În manuscrisele  sale s-a regăsit una dintre primele descrieri ale camerei obscure cu lentilă.
În lucrarea sa Photismi de lumine et umbra (scrisă în perioada 1521 - 1555 și apărută abia în 1611), Francesco Maurolico (1494 - 1575), care cunoștea bine scrierile lui Alhazen, încearcă să dea o explicație funcționării lentilelor și ochelarilor.
Deoarece nu cunoștea legile refracției, nu reușește să interpreteze corect drumul razelor de lumină.
În lucrarea sa intitulată Magiae Naturalis (1558), Giambattista della Porta (1535? - 1615) realizează o descriere a lunetei:
"Cu ajutorul lentilei concave vezi obiectele foarte mici dar distincte, iar cu ajutorul celei convexe, obiectele apropiate le vezi mai mari dar neclare; dacă însă vei știi să le combini corect unele cu altele atunci atât obiectele îndepărtate, cât și cele apropiate le vei vedea mai mari și distincte."
Unii au atribuit lui della Porta inventatea lunetei.
În orice caz, prin studiile sale, marele savant italian a impulsionat cercetările privind încercarea de a combina cele două tipuri de lentile.
Mai mult, în lucrarea sa De refractione optices (1589), a încercat să formuleze o teorie a lentilelor.

## Secolul al XVII-lea
Desoperirea lunetei în jurul anului 1600, atribuită lui Hans Lippershey (1570 - 1619) marchează un evenimet important în dezvoltarea opticii.
Chiar dacă la început imaginile erau de slabă calitate, în secolul al XVII-lea acest aparat optic începe să se răspândească în întreaga Europă.
Galileo Galilei (1564 - 1642) reușește să construiască cea mai bună lunetă existentă până atunci, capabilă să mărească imaginile de peste 30 de ori.
Utilizând acest instrument, căruia i-a atribuit astfel o valoare inestimabilă, marele savant realizează descoperiri astronomice fără precedent, cum ar fi: studiul craterelor și munților lunari, observarea Căii Lactee, descoperirea celor patru sateliți ai lui Jupiter.
Galilei descrie și o metodă de determinare experimentală a vitezei luminii.
Chiar dacă modalitatea aleasă s-ar solda cu un eșec (dat fiind valoarea destul de mare a vitezei), această metodă va sta la baza experimentelor de mai târziu pentru determinarea acestei mărimi fizice.
Johannes Kepler (1571–1630) este primul om de știință care realizează importanța lunetei perfecționate de Galilei și aduce unele îmbunătățiri acesteia.
În lucrări ca At Vitellionem paralipomena și Dioptrice, efectuează și unele studii privind legile opticii.
Încearcă să determine o formulă a legii refracției, dar aceasta este valabilă numai pentru unghiuri mici.
Observând eclipsele, remarcă forma inexplicabilă a contururilor umbrelor, predominarea culorii roșii la eclipsele de Lună și haloul luminos în cazul celei de Soare.
Toate acestea le atribuie refracției atmosferice.
În lucrarea Astronomiae Pars Optica, Kepler descrie legea variației intensității luminii cu pătratul distanței, reflexia prin oglinzi plane și curbe, precum și efectul de paralaxă, motiv pentru care tratatul poate fi considerat fundamentul opticii moderne.
Willebrord Snellius (1580–1626) enunță, în 1621, legea matematică ce guvernează refracția, cunoscută mai târziu sub numele legea lui Snell.
Această lege a fost descoperită independent și de către René Descartes (1596–1650), fiind primul care a publicat-o.
A fost formulată și de Thomas Harriot în 1602, dar astronomul englez nu a fost interesat de publicarea acesteia, deși se afla într-o strânsă corespondență cu Kepler în legătură cu acest subiect.
Descoperirea legii refracției a avut o importanță decisivă în dezvoltarea tuturor domeniilor opticii.
În ceea ce privește culoarea, Descartes consideră că acesta este generată prin combinarea unor culori de bază, fiind primul care consideră că numărul culorilor fundamentale este trei (roșu, verde și violet).
În tratatul său intitulat Thaumantias (apărut în 1648), Jan Marek Marci (1595 - 1667) descrie unele experiențe cu prisme, ce le anticipează pe cele ale lui Newton.
Acesta ajunge la concluzia că lumina albă se transformă în culori prin refracție, însă cu toate rezultatele experimentale corecte, nu reușește să intuiască complexitatea luminii albe.

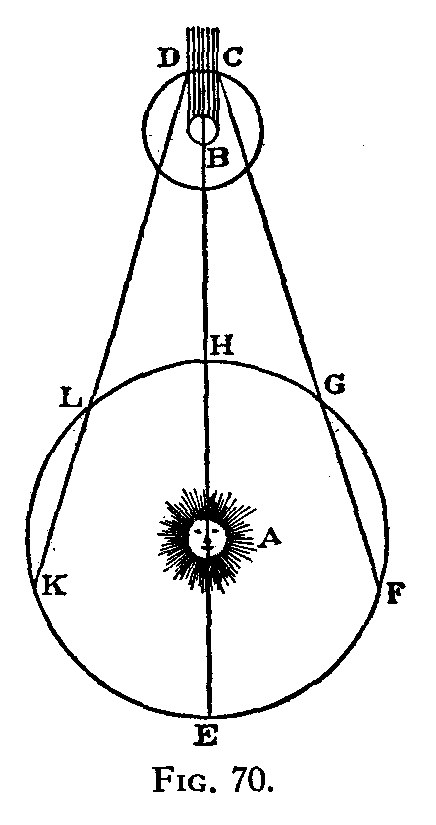
Ilustraţie dintr-un articol publicat în 1676 de către Ole Rømer privind măsurarea vitezei luminii studiind mișcarea satelitului Io al lui Jupiter

Nicolas Malebranche (1638 – 1715) emite o teorie interesantă privind natura culorilor, teorie ce ar anticipa viitoarea teorie ondulatorie.Dacă la sunet este vorba de vibrațiile aerului, după Malebranche, în cazul luminii ar fi vorba de un eter foarte fin.
Observațiile lui Francesco Maria Grimaldi (1618 - 1663) constituie un progres remarcabil în evoluția opticii.
În 1665, în lucrarea Physico-mathesis de lumine, coloribus et iride menționează un fenomen pe care l-a numit difracție, sugerând astfel pentru prima dată că lumina nu se propagă neapărat în linie dreaptă, aceasta fiind capabilă să ocolească obstacolele, lucru inobservabil în cazul propagării prin reflexie sau refracție.
Mai mult, în urma unor experiențe, Grimaldi ajunge la concluzia că
"... uneori lumina transformă o suprafață deja luminată într-una mai întunecoasă."
Fizicianul italian descoperise încă un fenomen, care va fi studiat de Young un secol și jumătate mai târziu și va fi numit interferență.
Tot în 1665 apare și lucrarea lui Robert Boyle (1627 - 1691) Experiența și reflecții asupra culorilor, în special asupra naturii albului, cu observarea diamantului care strălucește în întuneric.
Cu ajutorul experinței cu emisferele din Magdeburg, avându-l pe Robert Hooke (1635 - 1703) ca asistent, Boyle demonstrează că în vid lumina se propagă, dar nu și sunetul.
În același an, 1665, apare și Micrographia lui Robert Hooke (1635 - 1703), care descoperă, independent de Grimaldi, fenomenul de difracție.
În ceea ce privește culorile, diversitatea acestora este explicată de Hooke prin combinațiile în diverse proporții a două culori considerate fundamentale: roșu și albastru.
În 1666, Isaac Newton (1643 - 1727) descoperă dispersia luminii prin prismă, reușind să descompună lumina în culorile componente și astfel a demonstrat că lumina albă este formată din radiații colorate.
De asemenea, Newton aduce îmbunătățiri telescopului prin care este eliminată aberația cromatică.
În 1669, Rasmus Bartholin descoperă refracție dublă a luminii în cristalele de spat de Islanda, fenomen căruia nu i-a găsit explicație.
Observând eclipsele lui Io, unul dintre sateliții lui Jupiter, Ole Rømer (1644 - 1710) reușește, în 1675, prima determinare aproximativă a vitezei luminii și obține valoarea de 215.000 km/s.
Astfel astronomul danez infirmă toate teoriile care presupuneau că lumina se propagă instantaneu, lucru susținut și de Descartes.
Newton și Huygens rămân de partea lui Rømer susținând ideea vitezei finite a luminii.

### Christiaan Huygens
Sfârșitul secolului al XVII-lea este marcat de personalitatea lui Christiaan Huygens (1629 - 1695).
Cartea sa intitulată Tratat despre lumină (apărută în 1690), prin noutatea și originalitatea ideilor, a influențat într-o mare măsură evoluția ideilor despre lumină.

## Secolul al XVIII-lea

### Isaac Newton
Interesul lui Isaac Newton (1643–1727) pentru optică se manifestă încă din perioada studenției.
În acea perioadă, în lumea științifică se făcea resimțit ecoul produs de descoperirile epocale ale lui Galilei din perioada 1609 - 1610.
După o perioadă de relativă indiferență, astronomii încep să perfecționeze lunetele, domeniu de care și Newton este pasionat și care devine izvorul marilor sale lucrări din domeniul opticii.
În lucrarea Treatise of the reflexions, refractions, inflections and colours of light (pe scurt Opticks, apărută în 1704), Newton descrie, folosind metoda ipotezelor, dar și a principiilor, fenomene optice ca reflexia și refracția.
Marele savant englez studiază și dispersia luminii prin prismă și descompunerea acesteia în culori.
Studiind interferența, obține experimental ceea ce ulterior va căpăta denumirea inelele lui Newton și ajunge la concluzia:
"Orice rază de lumină, care trece printr-o suprafață refrectoare oarecare, capătă o anumită structură sau stare provizorie, care revine le intervale egale pe măsura trecerii razei..."
Această periodicitate îl determină să înțeleagă că, în afară de carcterul corpuscular, lumina are și proprietăți ondulatorii.

## Secolul al XIX-lea
La începutul acestui secol, Thomas Young (1773 - 1829) realizează un experiment prin care pune în evidență interferența luminii.
În 1895, Wilhelm Conrad Röntgen descoperă razele X realizând prima radiografie.

## Secolul XX
Acest secol este marcat de formularea teoriei relativității restrânse și teoriei relativității generale de către Albert Einstein, determinarea vitezei luminii prin experimentul Michelson-Morley, dar și de continuarea disputei privind caracterul dual al luminii.

### Teoria corpusculară și cea ondulatorie

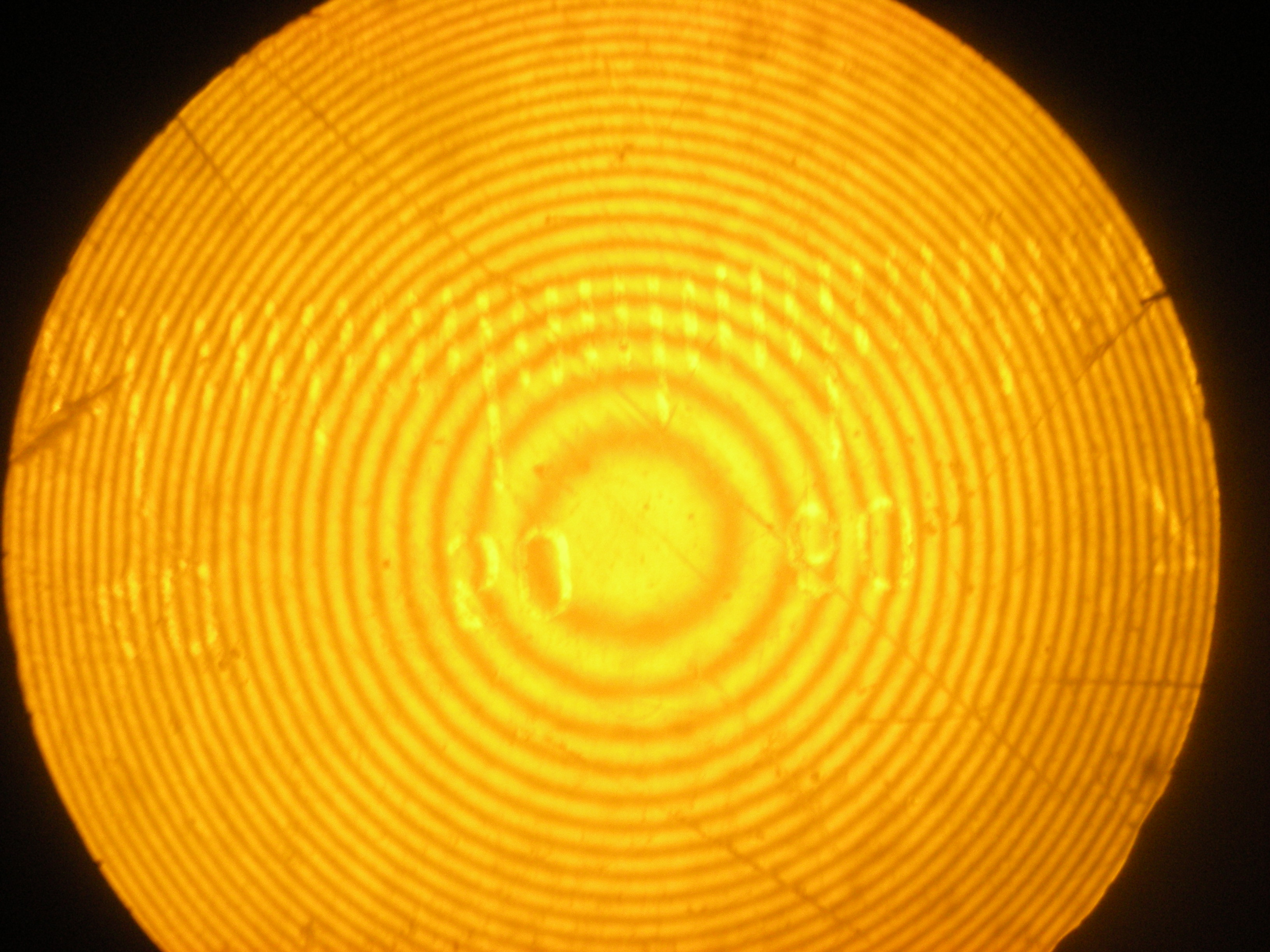
Inelele lui Newton observate la microscop, fenomen ce confirmă periodicitatea luminii

Această dispută privind carcterul luminii a fost lansată încă din antichitate.
Aristotel considera lumina ca fiind o perturbare a mediului în care se propagă (de cele mai multe ori aerul), fiind deci un precursor al teoriei ondulatorii.
Democrit susține dimpotrivă că lumina, ca și întreaga materie, este alcătuită din microparticule.
Newton formulează în 1704 teoria corpusculară a luminii, susținând că lumina este alcătuită din corpusculi care se deplasează cu viteză finită și posedă energie cinetică.
În lucrarea sa Micrographia (1665), Robert Hooke susține că lumina s-a propaga sub forma unor unde transversale.
În 1678, Christiaan Huygens propune teoria ondulatorie a luminii, pe care o va publica în al său Traité de la lumière (lucrare apărută în 1690).
Susține că lumina se propagă prin eter, o materie distribuită în întreg universul și constituită din microparticule care sunt surse secundare de oscilație.
Astfel, Huygens explică mai multe fenomene legate de propagarea luminii, cum ar fi dubla refracție din calcit descoperită de Rasmus Bartholin.
Newton remarcă faptul că lumina are un caracter complex.
Chiar dacă a susținut faptul că este alcătuită din corpusculi, presupune și faptul că aceștia se propagă într-un mediu special, eter, producând unde, a căror viteză este mai mare decât a corpusculilor:
"Se presupune că există un oarecare mediu de eter, care are în multe privințe aceeași structură ca și aerul, dar este mult mai rarefiat, mai fin și mai elastic."
Marele matematician Leonhard Euler (1707 - 1783) susține, în Noua teorie a culorii și luminii (1746), că lumina are o natură ondulatorie:
"Lumina nu este altceva decât o agitație sau o vibrație a eterului. Ea se propagă mult mai repede decât sunetul, deoarece eterul are o densitate mult mai mică și o elasticitate mult mai mare decât aerul".
Experimentul lui Young din 1802 privind interferența pune în evidență caracterul ondulator al luminii.
În 1816, Jean Augustin Fresnel (1788 - 1827) expune concluziile studiilor privind difracția și interferența, aducând o nouă confirmare teoriei ondulatorii.
În anii următori, 1816 - 1817, investigațiile efectuate de către Fresnel și François Arago (1786 - 1853) asupra interferenței luminii polarizate, urmate de interpretările lui Thomas Young (1873- 1829), conduc la concluzia că propagarea luminii se efectuează prin unde transversale și nu longitudinale.
În cadrul tezei sale de doctorat, Recherches sur la théorie des quanta, susținută în 1924, Louis de Broglie formulează ipoteza dualității luminii.
Einstein explică, în 1905, efectul fotoelectric (descoperit în 1887 de către Heinrich Hertz) susținând existența fotonilor.

## Descoperiri recente
În 1947, Dennis Gabor formulează principiile holografiei.
Primul dispozitiv de producere a laserului (ale cărui baze teoretice fuseseră realizate de Einstein încă din 1916) este realizat în 1960 de către Theodore Maiman (1927 - 2007), moment începând cu care holograma își găsește un larg domeniu de aplicație.
În 1958, Arthur Leonard Schawlow introduce conceptul de laser, ca doi ani mai târziu Theodore Maiman să realizeze prima instalație de generare a laserului.
O altă realizare notabilă o constituie obținerea primei fibre optice de către Donald Keck, Peter Schultz și Robert Maurer în 1970.